# 18-corona-6
Il 18-corona-6 è un composto organico con formula [C2H4O]6 appartenente alla famiglia degli eteri corona. Il numero 18 indica il numero di atomi che compongono l'anello, mentre 6 è il numero di atomi di ossigeno. A temperatura ambiente il composto si presenta in forma di polvere bianca o giallina. Analogamente ad altri eteri corona, 18-corona-6 ha la caratteristica di legarsi ad alcuni cationi metallici, con una particolare affinità per il catione potassio (K+). La sintesi degli eteri corona ha portato al conferimento del premio Nobel per la chimica a Charles J. Pedersen nel 1987.

## Storia
Il 18-corona-6 fu preparato per la prima volta nel 1967 da Charles J. Pedersen, ricercatore della DuPont, assieme a numerosi altri eteri corona. In particolare, il 18-corona-6 fu ottenuto con una resa molto bassa, 2%, e per questo motivo il composto non fu esaminato in dettaglio. Tuttavia, la proprietà di questi eteri corona di riconoscere selettivamente cationi attirò grande interesse, contribuendo allo sviluppo della chimica host-guest. Nel 1987 a Pedersen fu conferito il premio Nobel per la chimica, assieme a Donald J. Cram e Jean-Marie Lehn per il contributo dato alla chimica dei composti macrociclici.
Nel 1972 R. N. Greene alla DuPont riuscì a sintetizzare il 18-crown-6 con una resa del 93%, e a dimostrare che il 18-corona-6 era in grado di complessare ioni dei metalli alcalini. Nel 1987 Jerry L. Atwood e collaboratori incapsularono un catione ossonio (H3O+) dentro il 18-corona-6 sciolto in solventi aromatici.

## Sintesi

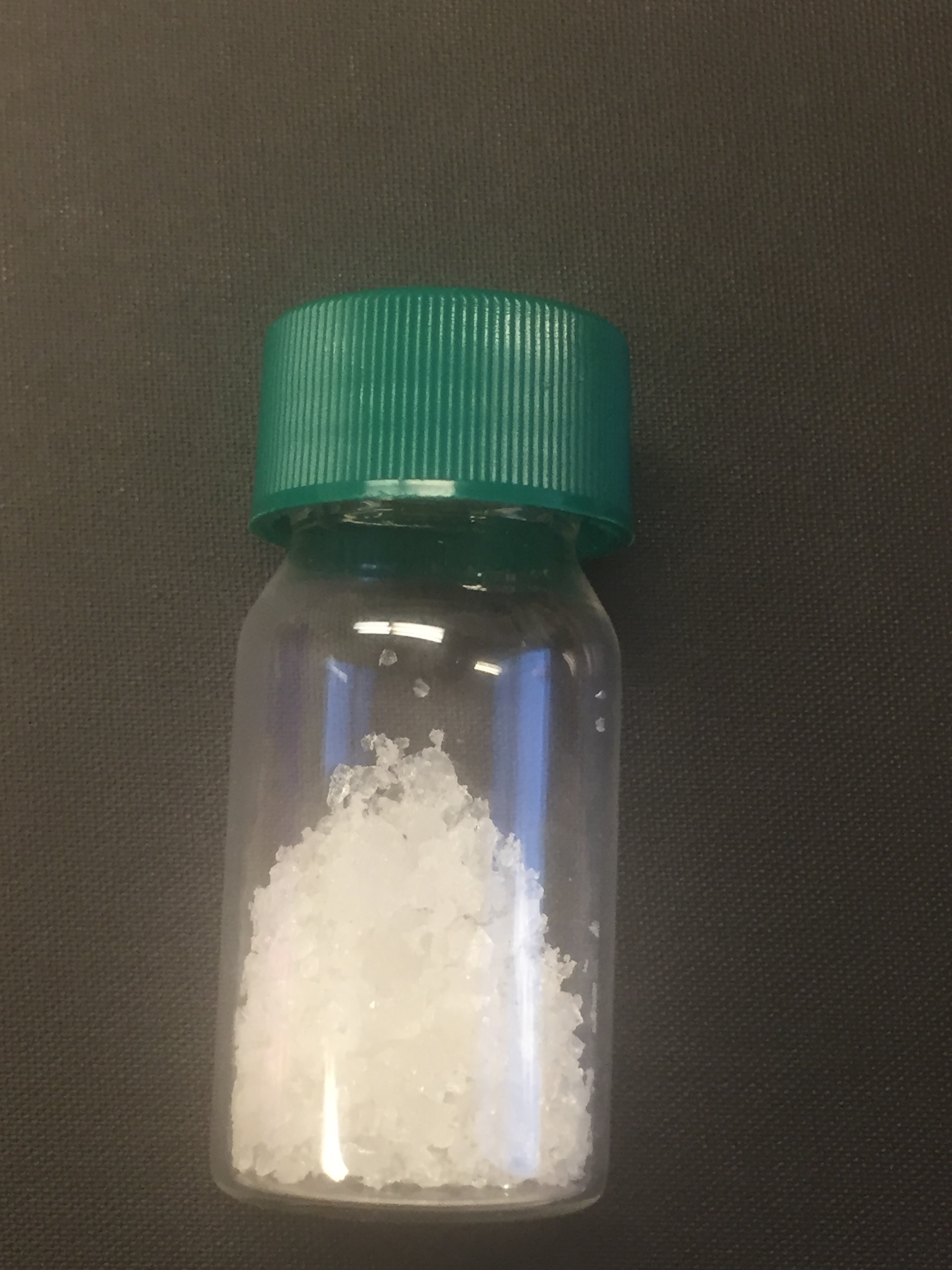
Campione di 18-corona-6

La sintesi di 18-corona-6 è schematizzata nella figura seguente. Si usa una reazione di Williamson, facendo reagire 1,2-bis(2-cloroetossi)etano e trietilenglicole in presenza di un catione templante. Il composto grezzo può essere purificato per ricristallizzazione da acetonitrile bollente. Alternativamente il 18-corona-6 si può preparare per oligomerizzazione dell'ossido di etilene.

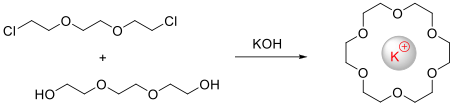
Schema di sintesi di 18-corona-6 usando il catione templante K^{+}.

## Proprietà e usi

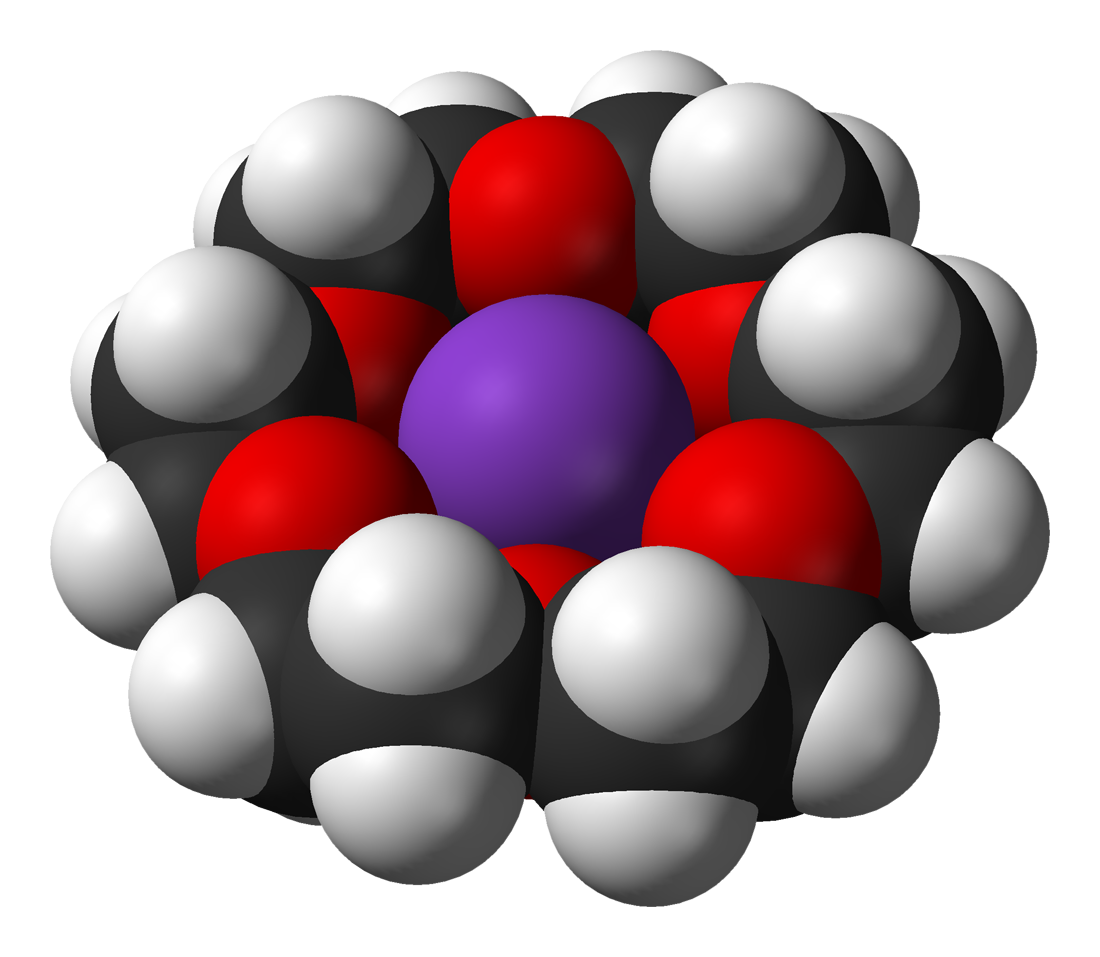
Modello del complesso [K(18-corona-6)]^{+} allo stato solido.

La molecola di 18-corona-6 è molto flessibile e può legarsi a vari cationi metallici di piccole dimensioni. Il legame nasce dall'interazione tra la carica positiva del catione e le coppie solitarie presenti sugli atomi di ossigeno dell'etere corona (vedi figura).
Per questa proprietà 18-corona-6 e altri eteri corona sono usati in laboratorio in reazioni di catalisi per trasferimento di fase. Sali inorganici normalmente insolubili in solventi organici possono diventare solubili usando un etere corona. Ad esempio, il permanganato di potassio si scioglie in benzene in presenza di 18-corona-6, formando il cosiddetto "benzene viola", utilizzabile per ossidare vari composti organici.